# Nationalisme sexuel
Le nationalisme sexuel est un concept utilisé en science politique qui explore la relation entre les identités nationales et les identités de genre et de sexualité. Bien que ces domaines soient souvent étudiés séparément, ce champ d'études cherche à mettre en lumière le fait que les nationalismes modernes se sont construits en partie sur des stéréotypes de genre et de sexualité.
Ce concept de nationalisme sexuel, utilisé à la fois pour analyser les évolutions des nationalismes contemporains, mais aussi comme outil critique dans les études postcoloniales, joue un rôle dans l'étude les relations internationales. Il aide à comprendre comment les politiques publiques, la délimitation des frontières et le traitement des minorités sexuelles et des migrants sont influencés par la sexualité.
Dès l'apparition des nationalismes au XIXe siècle, les discours sur les sexualités et sur leur mise en ordre ont été au cœur de ces idéologies politiques raciales qui ont servi de base aux empires européens dans leur plus grande extension puis aux États qui leur ont succédé partout dans le monde. Certaines résistances anti-colonialistes se sont également coulé dans le moule du nationalisme sexuel, en construisant des hétéro-nationalismes.
Ce concept est à relier à celui d'impérialisme sexuel, qui désigne de manière critique les courants qui affirment la supériorité morale de leur traitement des sexualités et des identités de genre, comme on peut le retrouver dans l'analyse des idées politiques dites féminationalistes et homonationalistes,. Dans une certaine mesure, ces manières de diaboliser l'islam reprennent en l'orientalisme du XIXe siècle qui décrivait déjà les sexualités des hommes et des femmes colonisés comme déviantes.